# Daeqwon Plowden
Daeqwon R. Plowden, född 29 augusti 1998 i Philadelphia i Pennsylvania, är en amerikansk professionell basketspelare (SG/SF) som spelar för Sacramento Kings i National Basketball Association (NBA). Han har tidigare spelat för Atlanta Hawks.
Plowden blev aldrig NBA-draftad.
Innan han blev proffs studerade Plowden vid Bowling Green State University och spelade för universitetets idrottsförening Bowling Green Falcons.